# Walliserdeutsch
Walliserdeutsch (Eigenbezeichnung Wallissertitsch) sind die Dialekte der Deutschschweizer im Kanton Wallis. Sie gehören zur höchstalemannischen Dialektgruppe und werden von den rund 80'000 Oberwallisern gesprochen.
Strukturell weitgehend identisch (vom starken Einfluss der romanischen Nachbardialekte abgesehen) sind die in einigen Bergdörfern des Piemonts, des Aostatals und im Tessin gesprochenen Walserdialekte (Walserdeutsch). Zu den Mundarten der Walserorte in Graubünden, Liechtenstein und Vorarlberg bestehen schon grössere Unterschiede, aber auch diese teilen immer noch zahlreiche Übereinstimmungen mit dem Dialekt der Walliser «Urheimat».
Die Sprachgrenze zum französischsprachigen Unterwallis verläuft nördlich des Rottens entlang des Bachs Raspille zwischen dem zweisprachigen Siders (Sierre) und Salgesch und südlich des Rottens im Bereich des Pfynwalds.
Walliserdeutsch ist für Sprecher der standarddeutschen Sprache nur eingeschränkt verständlich, und sogar viele Sprecher hochalemannischer Dialekte haben Verständnisprobleme. Grund hierfür sind in erster Linie der starke Konservatismus und noch mehr die spezifischen Neuerungen des Walliserdeutschen. Der Sprachraum ist aufgrund der im Westen liegenden romanisch-germanischen Sprachgrenze und der im Norden, Osten und Süden das Wallis begrenzenden Berner und Walliser Alpen stark isoliert. So hat es als einziger deutscher Dialekt neben dem Zimbrischen – und noch stärker als dieses – die Deklinations- und Konjugationsvielfalt des Althochdeutschen in weiten Teilen bewahrt, auch der Genitiv ist bei konservativen Sprechern noch lebendig. Ebenso fand im Walliserdeutschen keine Nebensilbenabschwächung zu Schwa statt, die um das Jahr 1000 im grössten Teil des deutschen Sprachgebiets wirksam wurde. Für die Sonderentwicklung des Walliserdeutschen spielte neben der geographischen Isolation auch eine starke altfrankoprovenzalische Substrat- bzw. Adstratwirkung eine wichtige Rolle.

## Gliederung
Die Walliser Dialekte weisen eine starke regionale Gliederung auf. In früheren Zeiten hatte fast jedes Dorf seine eigene Mundart, so dass daran die Herkunft einer Person erkannt werden konnte. Wegen der stärkeren Durchmischung verschwinden jedoch inzwischen solche Unterschiede. Aber auch heutzutage kann oft noch gesagt werden, aus welchem Tal die betreffende Person kommt.

### Unterschiede zwischen dem westlichen und dem östlichen Walliserdeutsch
Der Walliserdialekt wird, wie auch das nördlich anschliessende Berner Oberländisch, in zwei Hauptidiome Gruppe West und Gruppe Ost unterteilt. Die Gruppe Ost umschliesst den östlichen Teil des Oberwallis bis Gamsen bei Brig und die Gruppe West die Vispertäler und den Teil ab Visp westwärts bis Siders/Sierre. Sie geht auf die Nachwirkung des altfrankoprovenzalischen Substrats zurück.
Diese dialektologische Zweiteilung kann man anhand des Adjektivs schwer gut zeigen:
- Gruppe West im Oberwallis: schweer (geschlossenes [eː]), Gruppe Ost: schwäär (überoffenes [æː]).
- Berner Saanenland und Sensebezirk in Freiburg: schweer/schwier, Haslital, Brienz, Emmental Stadt Bern bis Berner Seeland: schwäär

Beispiele für diese West-Ost-Unterschiede sind:
| Westliches Oberwallis | Östliches Oberwallis             | Hochdeutsch |
| --------------------- | -------------------------------- | ----------- |
| schweer               | schwäär                          | schwer      |
| Chees                 | Chääs                            | Käse        |
| Scheeri               | Schääri                          | Schere      |
| Üüstag                | Langsi (ahd. Lengizi, nhd. Lenz) | Frühling    |
| iisch                 | insch (Goms)                     | uns         |
| liwwu                 | ghirme                           | ausruhen    |
| wier gee              | wiär gää                         | wir gehen   |
| du                    | dü                               | du          |

### Walliserdeutsch und Walserdeutsch
Rein linguistisch gesehen gibt es keine klaren Unterschiede zwischen den Dialekten im deutschsprachigen Wallis und in den Siedlungen der Walser, die im 13. und 14. Jahrhundert aus dem Wallis auswanderten und an zahlreichen Orten im Alpenraum Siedlungen gründeten. Die Unterschiede beruhen eher auf aussersprachlichen Kriterien, nämlich dass der Kanton Wallis eine politische Einheit bildet, während die Walsersiedlungen untereinander wenig Kontakt haben.
Die Dialekte der Walsersiedlungen lassen sich ebenfalls denselben Gruppen Ost und West zuordnen, in die man die Dialekte des deutschsprachigen Wallis einteilt, so dass beispielsweise ein Dialekt einer Walsersiedlung aus der Gruppe Ost mehr Gemeinsamkeiten haben kann mit einem Deutschwalliser Dialekt aus derselben Gruppe als mit einem Walsersiedlungs-Dialekt aus der Gruppe West. Dabei gilt es zu beachten, dass den Walliser Dialekten der Westgruppe die Walserdialekte in Nordostgraubünden (Klosters, Davos usw.), den Walliser Dialekten der Ostgruppe die Walserdialekte in Südwestgraubünden (Safiental, Rheinwald usw.) entsprechen. Die Walserdialekte in Liechtenstein und Vorarlberg schliessen sich der Bündner Nordostgruppe an (also den Dialekten des Westdeutschwallis). Bei den Walserdialekten in Italien und im Tessin liegen hingegen parallele Verhältnisse zum Wallis vor; so entsprechen die Mundarten südlich und östlich des Monte Rosa den westlichen und die Mundarten in Pomatt und Gurin den östlichen Walliser Dialekten.
Unterschiede zwischen den wal(li)serdeutschen Dialekten gibt es je nachdem, welche Sprachkontakte in bestimmten Regionen gewirkt haben. In isolierten Regionen haben sich ursprünglichere Sprachformen tendenziell besser erhalten als in verkehrsoffenen Gebieten. Dies erlaubt jedoch keine Unterscheidung zwischen den Dialekten des Deutschwallis und der Walsersiedlungen, denn beide werden sowohl in isolierteren als auch in verkehrsoffeneren Regionen gesprochen. Einige typische Beispiele für isolierte Siedlungen finden sich unter den Walserdörfern auf der südlichen Alpenseite in italienisch- und frankoprovenzalischsprachiger Umgebung, wo zur verkehrstechnischen Isolation die sprachliche hinzutritt (die Mundarten der sogenannten Südwalser oder ennetbirgischen Walser). Gleichzeitig sind diese Mundarten aber auch stark vom benachbarten Frankoprovenzalischen, Piemontesischen und Lombardischen beeinflusst. Sodann gibt es auch in Graubünden und im Wallis Tal- und Ortschaften, die jahrhundertelang recht isoliert waren, beispielsweise das Lötschental, wenngleich seit der zweiten Hälfte des 20. Jahrhunderts die Verkehrsverbindungen sich sehr verbessert und die sprachlichen Verhältnisse sich in der Folge geändert haben.

## Sprachlehre

### Deklination der Substantive
Das Walliserdeutsche ist eine der wenigen Mundarten, in denen ein Kasussystem früherer Sprachstufen weitestgehend erhalten blieb. Der in einigen Ortsmundarten noch funktionstüchtige Genitiv, der in den meisten deutschen Dialekten ausstarb oder lediglich spurenweise auftaucht, und die weitgehende Parallelität vieler Formen mit dem Althochdeutschen sollen aber nicht darüber hinwegtäuschen, dass auch bei konservativen Mundarten wie dem Walliserdeutschen im Laufe der Geschichte tiefgreifende Veränderungen vonstattengingen. Die folgenden Daten, welche beispielhaft die Flexion eines starken Maskulinums, eines schwachen Femininums und eines starken Neutrums präsentieren, stammen aus Elisa Wipf: Die Mundart von Visperterminen im Wallis. Huber, Frauenfeld 1910 (BSG II), S. 119 ff. und können bei konservativeren Sprechern noch heute abgerufen werden:
| Einzahl   | männlich    | weiblich           | sächlich   | Mehrzahl  | männlich    | weiblich     | sächlich    |
| --------- | ----------- | ------------------ | ---------- | --------- | ----------- | ------------ | ----------- |
| Nominativ | dr Tag      | di Zunga           | ds Jaar    | Nominativ | di Taga     | di Zunge     | d Jaar      |
| Genitiv   | ds Tagsch   | dr Zungu(n)        | ds Jaarsch | Genitiv   | dr Tago     | dr Zungo     | dr Jaaro    |
| Dativ     | dum Tag     | dr Zungu(n)        | dum Jaar   | Dativ     | dun Tagu(n) | dun Zungu(n) | du Jaaru(n) |
| Akkusativ | dun, dr Tag | di Zungu(n), Zunga | ds Jaar    | Akkusativ | di Taga     | di Zunge     | d Jaar      |

Der zweite Fall kommt in Phrasen wie zweier Jaaro ‘zweier Jahre’, an alle Siitun dr Chilchu ‘an allen Seiten der Kirche’ oder in Sätzen wie as steit an ds Attusch Willu ‘es hängt vom Vater ab’ und ich ha ro/ru drii ‘ich habe ihrer drei’ zur Anwendung. Die Endung -o des Genitivs Plural, die oben für Visperterminen gegeben wird, lautet in anderen Mundarten -u und ist damit mit derjenigen des Dativs Plural identisch.
Im modernen Walliserdeutsch schwindet der Gebrauch des Genitivs, und die besonderen Formen des Dativs werden durch diejenigen des Nominativs/Akkusativs ersetzt.

### Deklination der Adjektive
In Visperterminen wird das Adjektiv wie folgt gebeugt (ebenfalls nach Elisa Wipf: Die Mundart von Visperterminen im Wallis. Huber, Frauenfeld 1910, S. 134 f.):
Grundform: jung ‘jung’
Starke Flexion:
| Einzahl   | männlich        | weiblich | sächlich | Mehrzahl  | männlich | weiblich | sächlich |
| --------- | --------------- | -------- | -------- | --------- | -------- | -------- | -------- |
| Nominativ | junge           | jungi    | jungs    | Nominativ | jungi    | jungi    | jungi    |
| Genitiv   | jungs           | junger   | jungs    | Genitiv   | junger   | junger   | junger   |
| Dativ     | jungum          | junger   | jungum   | Dativ     | junge    | junge    | junge    |
| Akkusativ | junge, jungu(n) | jungi    | jungs    | Akkusativ | jungi    | jungi    | jungi    |

Schwache Flexion:
| Einzahl   | männlich        | weiblich | sächlich | Mehrzahl  | männlich | weiblich | sächlich |
| --------- | --------------- | -------- | -------- | --------- | -------- | -------- | -------- |
| Nominativ | jungo           | junga    | junga    | Nominativ | jungu(n) | jungu(n) | jungu(n) |
| Genitiv   | jungu(n)        | jungu(n) | jungu(n) | Genitiv   | jungo    | jungo    | jungo    |
| Dativ     | jungu(n)        | jungu(n) | jungu(n) | Dativ     | jungu(n) | jungu(n) | jungu(n) |
| Akkusativ | jungu(n), jungo | junga    | junga    | Akkusativ | jungu(n) | jungu(n) | jungu(n) |

Die Verteilung von starker und schwacher Flexion verteilt sich mehr oder weniger gleich wie in der Standardsprache. So heisst es etwa stark flektiert van allum Äärischt ‘in vollem Ernst’, miin groosse Schlitto ‘mein grosser Schlitten’, iischi groossi Techter ‘unsere ältere (grosse) Tochter’, an Chleine, an Aalti, as Jungs ‘ein Kleiner, eine Alte, ein Junges’. Schwach flektiert heisst es etwa dum groossu Büob ‘dem grossen Buben’, mit schiim wiissu Müülti ‘mit seinem weissen Maultier’, anam aaltu Maa ‘einem alten Mann’, dr Lamo, di Groossa, ds Meera ‘der Hinkende (Lahme), die Grosse, das Gröössere (Mehrere)’.
Der Hauptunterschied zur Standardsprache besteht darin, dass das Adjektiv in prädikativer Stellung (also nicht vor dem Substantiv stehend) wie in vielen anderen höchstalemannischen Mundarten und übereinstimmend mit den romanischen Sprachen stark flektiert wird. In der Standardsprache und den allermeisten deutschen Dialekten hingegen wird in diesem Fall die unflektierte Grundform verwendet. So heisst es in Visperterminen dr Maa isch aalte ‘der Mann ist alt‘ (wörtlich: «alter»), d Fröi isch aalti ‘die Frau ist alt’ (wörtlich: «alte»), ds Chind isch jungs ‘das Kind ist jung’ (wörtlich: «junges»).
Die unflektierte Grundform kann umgekehrt (aber muss nicht) an die Stelle der schwachen Flexion treten erstens im Nominativ und Akkusativ nach dem bestimmten Artikel, zum Beispiel dr grie Maano ‘«der grüne Mond» = Neumond’, di frisch Niidla ‘der frische Rahm’, das aarm Volchji ‘die armen Leutchen’; zweitens nach dem Demonstrativpronomen, beispielsweise dische chlei Büob ‘dieser kleine Bub’, dischi chrank Fröi ‘diese kranke Frau’; und drittens nach Possessivpronomina, etwa iischi grooss Techter ‘unsere grosse Tochter’.

### Konjugation der Verben

#### Zeiten
Wie in den übrigen Varianten des Schweizerdeutschen existieren im Walliserdeutschen nur zwei Tempora, nämlich das Präsens und das Perfekt. Um zukünftige Ereignisse auszudrücken, wird eine adverbiale Bestimmung benötigt, wie es auch im Deutschen möglich ist.
Ein Beispiel: «Ich werde morgen für zwei Wochen nach Frankreich verreisen.»/«Ich verreise morgen für zwei Wochen nach Frankreich.» Derselbe Satz kann auf Walliserdeutsch nur lauten: Ich gaa mooru fer zwei Wuche uf Frankriich.
Im heutigen Sprachgebrauch und vor allem unter den Jugendlichen hat sich eine ans Deutsche angelehnte Form des Futurs ausgebildet, die es im Walliserdeutschen so nicht gibt. Deshalb kann es geschehen, dass man den obigen Satz auch so hört: Ich wiirdu mooru fer zwei Wuche uf Frankriich gaa.
Das Perfekt wird gebildet aus einem Hilfsverb im Präsens und dem Perfektpartizip des Vollverbs. Als Hilfsverben treten wie auch im Deutschen «sein» und «haben» (sii und hä) auf. Das Perfekt wird verwendet, um jegliche Art von Vergangenem auszudrücken, da weder ein Präteritum noch ein Plusquamperfekt existiert – von der Mundart der beiden abgelegenen Dörflein Salecchio und Agaro abgesehen, die bis zu ihrem Untergang im 20. Jahrhundert vollständige Präteritalparadigmen kannte.
Das Passiv wird nicht wie im Deutschen mit dem Hilfsverb «werden», sondern wie im Italienischen mit «kommen» (cho, chu) gebildet. Daneben wird die Variante mit «werden» (wäärdu) benutzt.
Auch hier wieder ein Beispiel: «Wird diese Arbeit noch heute erledigt?» heisst auf Walliserdeutsch eigentlich Chunt di Aarbeit nu hitu gmachti? Man kann dem Satz allerdings auch solcherart begegnen: Wird di Aarbeit nu hitu gmacht?
Auffallend ist, dass im ersten Beispielsatz das Partizip dekliniert ist, im zweiten jedoch nicht. Partizipien werden normalerweise an das Subjekt in Genus und Numerus angepasst. In der «deutscheren» Variante klänge das wohl ein wenig seltsam, deshalb unterlässt man es intuitiv, das Partizip anzupassen.
Des Weiteren kann es auch vorkommen, dass das Partizip auch im ersten Beispielsatz (fälschlicherweise) nicht angepasst wird.

#### Verbklassen
Während in der Schriftsprache eine Einteilung in Verbklassen aufgrund zusammengefallener Endungen nur mehr bei historisch-linguistischen Untersuchungen sinnvoll erscheint und auch in den anderen schweizerdeutschen Mundarten nur noch reduziert erkennbar ist, kann man im Walliserdeutschen neben der starken Verbklasse noch deutlich unterschiedliche schwache Verbklassen erkennen. Obgleich im Laufe der Zeit Vermischungen der Klassen untereinander auftraten, stellen sie eine relativ geradlinige Fortsetzung der althochdeutschen Verhältnisse dar. Die folgenden Daten basieren auf Elisa Wipf: Die Mundart von Visperterminen im Wallis. Frauenfeld 1910, S. 145 ff.
|                         | Infinitiv      | 3. Präsens Singular | Partizip Perfekt |                     | Infinitiv | 3. Präsens Singular | Partizip Perfekt |
| ----------------------- | -------------- | ------------------- | ---------------- | ------------------- | --------- | ------------------- | ---------------- |
| starke Konjugation      | singu ‘singen’ | singt               | gsungu           | vgl. althochdeutsch | singan    | singit              | gisungan         |
| 1. schwache Konjugation | setzu ‘setzen’ | setzt               | gsetzt           | vgl. althochdeutsch | setzen    | setzit              | gisetzit         |
| 2. schwache Konjugation | zaalu ‘zahlen’ | zaalot              | gizaalot         | vgl. althochdeutsch | zalōn     | zalōt               | gizalōt          |
| 3. schwache Konjugation | spare ‘sparen’ | sparet              | gsparet          | vgl. althochdeutsch | sparēn    | sparēt              | gisparēt         |

In anderen Walliser und Südwalser Dialekten ist die Differenzierung sogar noch deutlicher erhalten als in der oben dargestellten Mundart von Visperterminen. So kennt der Lötschentaler Dialekt gemäss dem Sprachatlas der deutschen Schweiz Band III Karte 1 (die Beispiele sind an diejenigen von Wipf adaptiert) im Bereich der schwachen Verben wie das Althochdeutsche drei und nicht «nur» zwei verschiedene Infinitive:
|                         | lötschentalerischer Infinitiv | althochdeutscher Infinitiv |
| ----------------------- | ----------------------------- | -------------------------- |
| starke Konjugation      | singn                         | singan                     |
| 1. schwache Konjugation | setzn                         | setzen                     |
| 2. schwache Konjugation | zaalu                         | zalōn                      |
| 3. schwache Konjugation | sparä                         | sparēn                     |

Im Mittelhochdeutschen wurden ausserhalb des Walliser und Südwalser Dialektraums diese verschiedenen Endungen auf zwei, nämlich -t und -et, reduziert. Dieser Stand hat sich besonders im östlichen Schweizerdeutsch recht gut erhalten, vgl. etwa zürichdeutsch er setzt, hät gsetzt in der Nachfolge von althochdeutsch setzit, gisetzit gegenüber er fischet, hät gfischet und er loset, hät gloset in der Nachfolge von althochdeutsch fiskōt, gifiskōt bzw. losēt, gilosēt. Im Standarddeutschen hingegen hat eine Neuverteilung der Endungen -t und -et gemäss phonologischen Kriterien stattgefunden (-et nach Dental und gewissen Konsonantenclustern, im Übrigen -t), so dass sich dort die alt- und mittelhochdeutschen Verhältnisse nicht mehr fortsetzen.

### Verb «sein»
Untenstehend die Konjugation des Verbs «sii» (sein):
| infinite Verbformen   |
| --------------------- |
| Infinitiv: sii        |
| Partizip Präsens: –   |
| Partizip Perfekt: gsi |

|           | Singular | Plural     |           | Singular     | Plural         |
| --------- | -------- | ---------- | --------- | ------------ | -------------- |
| 1. Person | ich bi   | wier sii   | 1. Person | ich bi gsi   | wier sii gsi   |
| 2. Person | dü bisch | ier siid   | 2. Person | dü bisch gsi | ier sid gsi    |
| 3. Person | ääs isch | schii sind | 3. Person | ääs isch gsi | schii sind gsi |

### Regelmässige Konjugation
In der folgenden Tabelle ist die regelmässige Konjugation anhand des Verbs «lüegu» (schauen) veranschaulicht.
| infinite Verbformen         |
| --------------------------- |
| Infinitiv: lüegu            |
| Partizip Präsens: (lüegund) |
| Partizip Perfekt: glüegt    |

|           | Singular   | Plural        |           | Singular        | Plural            |
| --------- | ---------- | ------------- | --------- | --------------- | ----------------- |
| 1. Person | ich lüegu  | wier lüege    | 1. Person | ich hä glüegt   | wier hei glüegt   |
| 2. Person | du lüegsch | ier lüeget    | 2. Person | du hesch glüegt | ier heit glüegt   |
| 3. Person | ääs lüegt  | schii lüegunt | 3. Person | ääs het glüegt  | schii hent glüegt |

Auffallend ist auch hier, dass das Walliserdeutsche Merkmale des Althochdeutschen besser bewahrte als so manch andere Mundart bzw. als die Hochsprache, z. B. die Endung -u der ersten Person Einzahl (vgl. ahd. nimu «ich nehme») und die auch im Zimbrischen erhaltene Endung -nt der dritten Person Mehrzahl (vgl. ahd. nëmant «sie nehmen»). (Im Neuhochdeutschen erinnert daran einzig und allein die Form sind des Zeitwortes «sein».)

## Beispiele
- dr Güegu a ner Welbi mottut schi: «der Käfer an der Decke bewegt sich»
- än Tschiffreta Pägglete di Tschugglete ambri treelu: «eine Traghutte (auf dem Rücken getragener Korb) (voller) Holzspäne den Berg hinunterrollen lassen»
- Die Grundzahlwörter bis zehn lauten folgendermassen: eis, zwëi, drii, vier, füüf, sägsch, sibu, acht, niin, zäh.

### Textbeispiel

#### Walliserdeutsch
- In der Mundart des Lötschentales im Oberwallis:[10]

«Am Moorgnd, nuch im Maannischiin (wen nuch dr Maann schiint), geid dr Puir an ds Maad (San meejn). Zi Säggschän (Um säggschi) weckt r schini Froiw us hertm Schlaaf. Schi schtreeld schich, tretschud ds Haar und geid imbriin inn fiischtrn (fiischtrri) Chäldr gan Aichn, Chees und Härdepfl (r)reichn. Dernaa reisudsch (grächudsch) ds Früäschtuck (früher: ds Niächtrru). Schi trüchnd Milchkaffee und ässnd Aichnbrood dr zuä (Brood und Aichn drzuä). De faad d streng Arbeit vam Heiwun (d streng Heiwärarbeit) aan. Mu muäs zeerscht d Madä zettn, speetr zämmrächu(n), illeggn und in dr Schiir mumm bid dr Gablun zrzettn. Widr Aabnd heicht dr Maan ä Riggchorb (äs Rrääf, ä Rriggablun) än d Aggslun und Seid imbruif uf d Alpu(n). Da ischt nuch Seng Uistag. D Murmdä pfiiffund, d Alpuroosn bliäjnd schoon, abr äs hed nuch Loiwischnee inn Gräbmi (inn Gräbun, älter: inn Chrachun) (wörtlich übertragen: abr äs liggnd nuch Rräschtä va Lloiwinun inn Gräbun); wan äs hed im Wintr vil und of gschniid und giguxud. Da obmäna iss jetz flott (hipsch)! Dr Puir ischt abr miädä choon und setzd schich äs Schutzlin ufn Vorschtuäl (ufn Baich) fr z liiwän und äs Pfüffätlin z rreikn.»

- In der Mundart aus Ernen im Oberwallis:

«Am Morget, we nu der Maanet schiint, geit der Püür uf d Matta fer ga z määje. Ds Heiw ischt jetz ripfs. Äm säggschi weckt är schiini Fröw, wa nu teif gschlaafe het. Schi sträälet ds Haar, macht en Tschügge und geit de ine finschter Chäuwer embri. Schii geit da ga Äiche, Chääs und Häärpfel reiche und grächet de iner Chuchi ds Früeschtuck. Schii triichent Miuchkaffe und ässent Äichebrot derzüe. Dernaa faad d schwäär Heiwerarbeit a. Zeerscht mües me ga d Made woorbe, dernaa ga zämmeräche und de ds Heiw in d Schiir trääge und da wider zette. Gäge Abed nimmt der Püür d Tschiffera uf de Rigg und geit uf d Aupa embrüf. Da obena isch nu Langsi. D Murmete pfiiffent, d Auperoose bliejent schoo, aber ine Gräbe liggent nu Räschte va Löwine; äs het im Winter e Hüüfe gschnit und aupot ggugset. Hibsch isch es jetzt hie obena. Der Püür ischt aber mieda. Är setztschi nu es Schutzji ufs Bäichji fer z kirme und es Piiffetji z röüke.»

#### Übersetzung ins Schriftdeutsche
Am Morgen, wenn noch der Mond scheint, geht der Bauer auf die Wiese, um zu mähen. Das Heu ist reif. Um sechs Uhr weckt er seine Frau aus dem tiefen Schlaf. Sie kämmt sich, flicht ihr Haar und geht in den finsteren Keller. Da holt sie Butter, Käse und Kartoffeln und kocht danach in der Küche das Frühstück. Sie trinken Milchkaffee und essen Brot und Butter dazu. Danach fängt die schwere Heuerarbeit an. Zuerst muss man die Mahden aufstreuen, später wird das Heu zusammengerecht und eingetragen und auf dem Heustock mit der Gabel erneut aufgestreut.
Gegen Abend nimmt der Mann den Rückenkorb über die Achsel und geht auf die Alpe (Maiensäss) hinauf. Da ist noch Frühling. Die Murmeltiere pfeifen, die Alpenrosen blühen schon, aber in den Gräben liegen noch Schneereste von den Lawinen; im Winter hat es viel geschneit und gestürmt (Schneestürme). Schön ist es jetzt hier oben. Der Bauer ist aber müde geworden und setzt sich ein Weilchen auf das Bänklein, um auszuruhen und ein Pfeifchen zu rauchen.

### Wortschatz
- embrüff und embrii: hinauf und hinunter
- emüächa und emab: herauf und herunter
- obschig und nidschig: aufwärts und abwärts
- ämi(cha) und ämüs(a): hinein und hinaus
- Boozu: Geist, häufige Gestalt in Walliser Sagen
- Botsch, Botschji, Büäb: Junger Knabe, Bursche
- Butti: (weibliche) Brust, Mehrzahl: Buttini
- Buttitschifra/-u: Büstenhalter
- es älfs Euwi: Ein braunes Mutterschaf (vgl. deutsche Aue, englisch ewe «Mutterschaf»)
- Frigor: Kühlschrank (vom französischen frigo)
- Frontag: Donnerstag
- Geifetsch: Morgennebel
- Gindschet/Ginschet: Türgriff
- Grüsch: Wärmflasche
- Guttra: Flasche (vgl. lat. gutti «Kanne», gutta «Tropfen», guttula «Tröpfchen», guttur «Kehle»)
- (g)hirme und liwwu: rasten, ausruhen
- Hopschil oder Hopschul: Frosch
- Lattüechji/Häärleischji: Zauneidechse
- laffu: trinken
- Maanet: Monat / Mond
- Meije: Blumen
- Pfiffoltra/Pfiffoltru: Schmetterling (von althochdeutsch fifaltra)
- Pontu: Zapfen
- Port(a): Tür (vom französischen porte bzw. frankoprovenzalisch porta)
- Pusset: Kinderwagen (vom französischen poussette)
- Schriibi: Schreibstift
- en Schutz: eine Weile
- Schwinggi/Gaschi: Schwein
- sienta: Manchmal
- summi: manche/einige
- triibu: werfen
- Triibul/Triibil: Weintrauben
- Tschifra/Tschifru: eine Traghutte, die auf dem Rücken getragen wird
- Tschugge: Fels
- Üstag: Frühling
- Zudella/Gschirr: Eimer
- Bisch-mus?: Zusammensetzung aus «Bist du es ihm?» (im Sinne von «Schaffst du die Aufgabe?»),

grundsätzlich mit allen Formen/Zeiten des Verbs «sein» möglich: ich bi-mus, dü bisch-mus, är isch-mus, wier sii-mus, ier siid-mus, schii sind-mus bzw. als Frage bin-i-mus?, bisch-mus?, isch-er-mus?, sii-wer-mus?, siid-er-mus?, sind-sch-mus?
- Giz-där-schi?: Zusammensetzung aus «Gibt es sich dir?» (im Sinne von «Ist es bequem/fühlst Du dich wohl?»)

Wie in anderen Sprachen gibt es auch im Walliserdeutsch falsche Freunde bei der Übersetzung ins Deutsche. Zum Beispiel:
- Tricker: Fernbedienung (und nicht Drücker, auch wenn die walliserdeutsche Bezeichnung natürlich von seiner Benutzweise hergeleitet ist)

### Allgemeines
- Vereinigung für Walsertum (Hrsg.): Die Walser. Ein Arbeitsheft für Schulen. 3. Auflage. Wir Walser, Brig 1998.
- Paul Zinsli: Walser Volkstum in der Schweiz, in Vorarlberg, Liechtenstein und Piemont. Erbe, Dasein, Wesen. Huber, Frauenfeld 1968; 7., ergänzte Auflage: Bündner Monatsblatt, Chur 2002, ISBN 3-905342-05-7.

### Wörterbücher
- Alois Grichting: Wallissertitschi Weerter. 4. Auflage. Rotten, Visp 2009, ISBN 3-907816-74-9.
- Georg Julen: Wörterbuch der Zermatter Mundart. 2. Auflage. Hotälli, Zermatt [1989] (1. Auflage 1985).
- Volmar Schmid: Kleines Walliserdeutsches Wörterbuch. Gebäude. Wir Walser, Brig 2003, ISBN 3-906476-02-2.
- Fides Zimmermann-Heinzmann: Die Mundart von Visperterminen, wie sie im Jahre 2000 von der älteren Generation gesprochen wurde. Hrsg. von P. E. Heinzmann. 2 Hefte. Visperterminen o. J. (online).

### Grammatiken und Untersuchungen
- Gabriela Bart: Possessivkonstruktionen im Schweizerdeutschen mit besonderer Berücksichtigung des possessiven Genitivs im Lötschental VS. Dissertation Universität Zürich 2020.
- Karl Bohnenberger: Die Mundart der deutschen Walliser im Heimattal und in den Aussenorten. Huber, Frauenfeld 1913 (Beiträge zur Schweizerdeutschen Grammatik 6).
- Erich Jordan: Einheimische erzählen aus Volkstum und Überlieferung von Simpeln und Zwischbergen. Selbstverlag, Visp 1985, mit einem grammatischen Abschnitt S. 142–156.
- Walter Henzen: Zur Abschwächung der Nachtonvokale im Höchstalemannischen. In: Teuthonista 5 (1929) 105–156.
- Walter Henzen: Der Genitiv im heutigen Wallis. In: Beiträge zur Geschichte der deutschen Sprache und Literatur 56 (1931) 91–138.
- Walter Henzen: Fortleben der alten schwachen Konjugationsklassen im Lötschental. In: Beiträge zur Geschichte der deutschen Sprache und Literatur 64 (1940) 271–308.
- Rudolf Hotzenköcherle: Walliserdeutsch. In: Rudolf Hotzenköcherle: Die Sprachlandschaften der deutschen Schweiz. Hrsg. von Niklaus Bigler und Robert Schläpfer unter Mitarbeit von Rolf Börlin. Aarau/Frankfurt a. M./Salzburg 1984 (Reihe Sprachlandschaft 1), S. 157–192.
- William G. Moulton: Swiss German Dialect and Romance Patois. Yale University Dissertation, Baltimore 1941 (Supplement to Language Vol. 17, No. 4, October–December 1941).
- Elisa Wipf: Die Mundart von Visperterminen im Wallis. Huber, Frauenfeld 1910 (Beiträge zur Schweizerdeutschen Grammatik 2).

### Übersetzungen
- Virtuelles Wallisermuseum; Stichwortsuche mit Übersetzung Walliserdeutsch-Hochdeutsch (Memento vom 10. Mai 2010 im Internet Archive)
- Die Mundart von Visperterminen; Stichwortsuche mit Übersetzung Walliserdeutsch-Hochdeutsch
- Walliserdialekt

### Studium
- Walliserdeutsch auf walsermuseum.ch
- Walliserdeutsch auf walliserdialekt.ch
- Ein Walliser in Bärn – «gääre» oder «gärn»? – Projekt «Üsserschwyz» der Universität Bern: Studie zur Dialektanpassung/-loyalität von OberwalliserInnen in Bern (2006)
- Gedanken zum Walliserdeutsch
- Schweizerdeutsche Dialekte: «Chochichästli-Orakel»
- Soziolinguistische Untersuchung über die Walsergemeinden im Piemont

### Sprachproben
- Walliser Sagen, Mundart 1. Juni 1995
- Walliserdeutsche Sprachprobe (Ausschnitt Fluch der Karibik, 1:18 Minuten) auf YouTube